# 同居式養老
同居式養老 即找志同道合的人(老人、年輕人)一起居住，彼此互相照顧，共同付擔費用可以省些費用，此種養老方式在德國正流行。

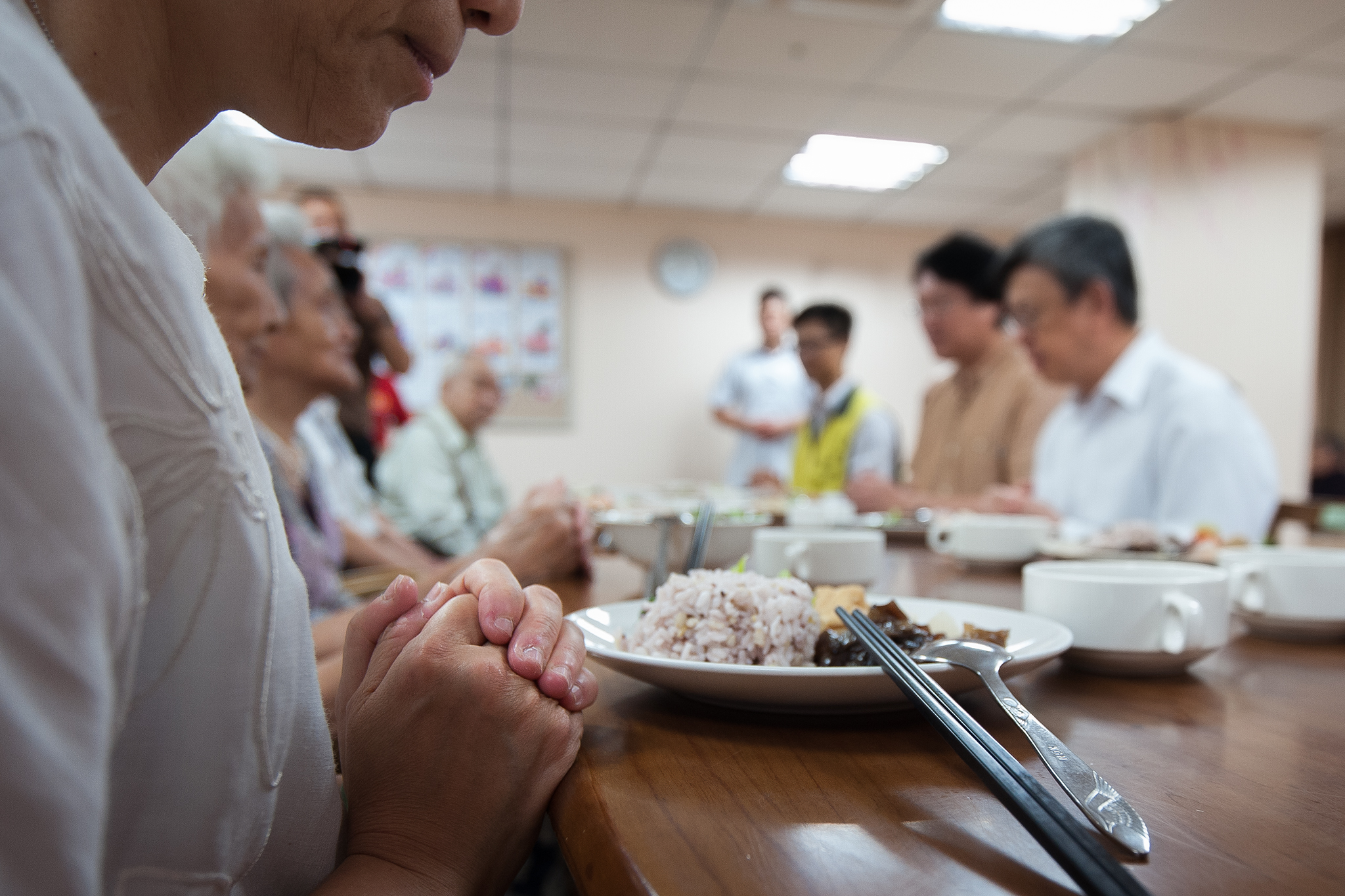
老人共餐

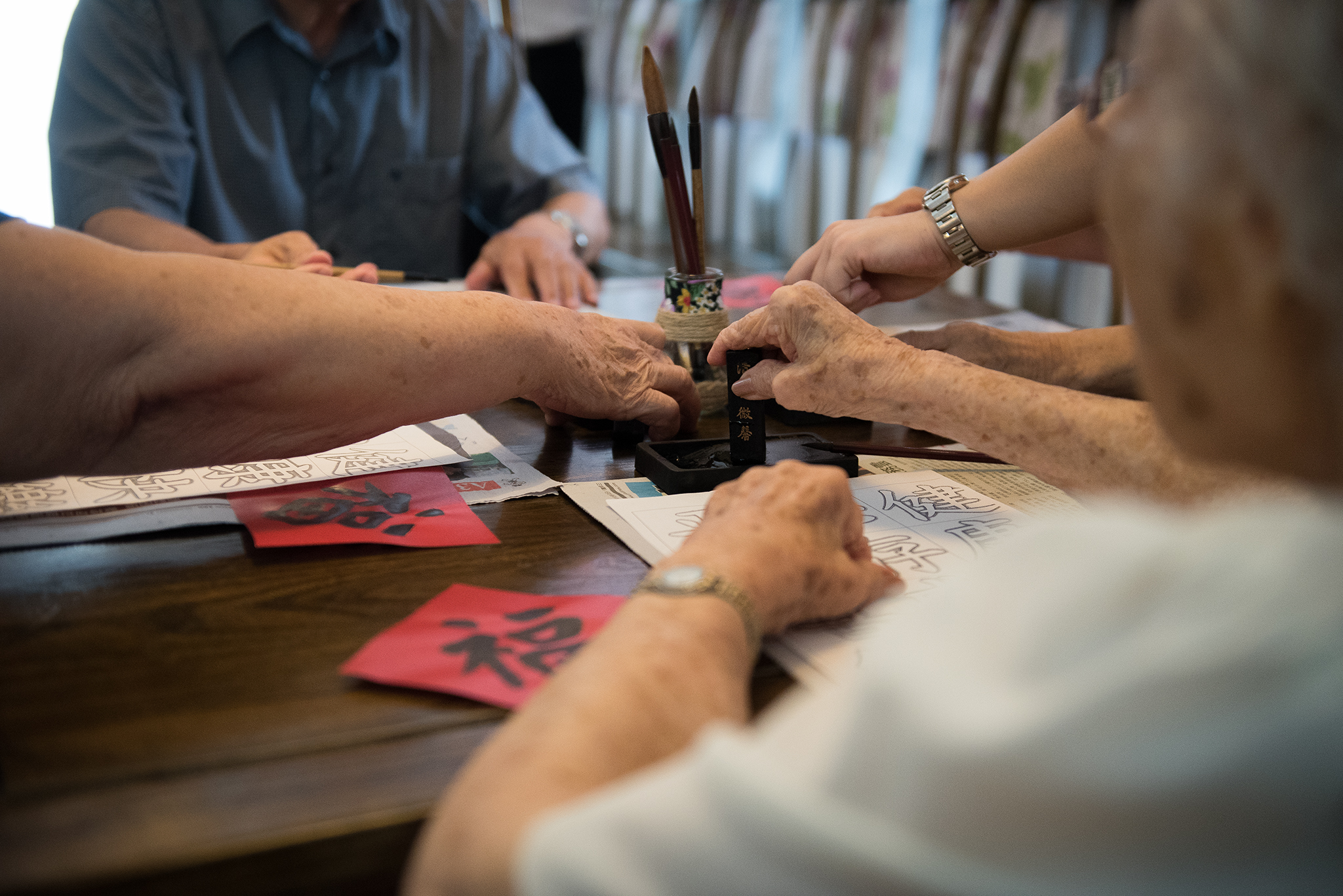
老人寫毛筆字

## 發展
目前德國是歐洲最多老人的國家，在德國六十歲就可以進療養院；德國有些老人不喜歡療養院的養老方式，這些老人開始找志趣相同的人一起「同居」；他們不只找老人同居也找年輕人同居；在德國租屋費用昂貴，此種同居式養老相對減輕年輕人租屋費用；他們只要付出時間陪伴老人聊天、陪老人看醫生、幫忙採購物品、打掃環境等等。
德國聯邦家庭部的一項調查顯示，超過50%年齡在50歲以上的德國人對跟人合租同居感到有興趣；德國健康保險公司（DKV）的護理專家向《世界報》表示：「許多人都希望能在老齡階段繼續擁有自主的生活和家一樣的環境。」因此養老院並不是德國老人養老的第一選擇。

## 實例
同居式養老於2017年已傳入中國大陸，浙江杭州朱氏夫婦透過媒體尋找愛打麻將的同好，挑選5對夫妻及一名沒有丈夫的老太太，開始過著同居式的養老生活，大家相處的很好，每天日子過得非常豐富有趣。
朱氏夫妻農家透天樓有三層，為避免引起糾紛，入住時要簽立「結伴養老協議書」。他們制訂值日生制度
。

## 優點
1.減少房租：在德國租房很昂貴，同居式養老相對可以省下租金。
2.創造雙贏：老人把空房免費或廉價租給學生或年輕人，年輕人只要付出時間陪老人，幫老人做家事、採購生活用品，有些外國留學生把這種生活方式做為學習德語、練習口語的好機會，這是對雙方都有利的事。
3．與好友共老：人老了最怕寂寞、無聊，知已難尋，能與談得來的朋友一起同居養老聊聊共同年代發生的人、事、物是很能引起彼此的共鳴的，而這些話題並
不是都能跟自己子女聊得來的，有些子女並不想聽。
4.跟子女同住外的新選擇：目前各國少子化嚴重，有些子女不想跟父母同住或父母不想跟子女同住怕麻煩子女，或怕獨居，同居式養老是很好的新選擇。

## 缺點
習慣的磨合：每個人的生活習慣盡不相同，要同居前應該要充分溝通與瞭解彼此習慣，才不會同居了才互相抱怨甚至吵架等等。

## 外部連結
1. 想和朋友一起住到老嗎？ （页面存档备份，存于）關鍵評論 [2016-03-07]
2. 要讓不同住的退休父母住在家裡？ 還是老人公寓？ 聯合新聞網 李雪雯 [2016-12-01]
3. “搭伴養老”：我國城市老年同居現象的社會性別分析 （页面存档备份，存于）譚琳 [2004年]